# Estación de Bel-Air
La estación de Bel-Air es una estación del metro de París situada en el XII Distrito, al sudeste de la capital. Pertenece a la línea 6.  

## Historia
La estación fue inaugurada el 1 de marzo de 1909 como parte de la línea 6.
Cerrada en 1939 por culpa de la Segunda Guerra Mundial no reabrió hasta 1963.
Debe su nombre al barrio de Bel-Air.

## Descripción
Se compone de dos andenes laterales de 75 metros de longitud y de dos vías. Como muchas de las estaciones de la línea 6 no es una estación subterránea aunque en este caso el tramo al aire libre es relativamente corto ya que se limita a esta estación, ya que tanto Daumesnil como Picpus están bajo tierra. Tampoco se sitúa sobre un viaducto y sí en una trinchera excavada a escasos metros de profundidad. Este tramo aéreo se explica por la presencia de la línea férrea de Vincennes.
Sus paredes verticales están totalmente revestidas de azulejos blancos biselados. Cada andén está protegido por un tejado en uve que es sostenido en su punto más bajo por una larga viga de acero y varias columnas que se reparten a lo largo de la estación.
La señalización por su parte usa la moderna tipografía Parisine donde el nombre de la estación aparece en letras blancas sobre un panel metálico de color azul. Por último, los asientos de la estación son de color naranja, individualizados y de tipo Motte.

## Accesos
Dispone de tres accesos, todos ellos en el bulevar de Picpus.